# Branchie

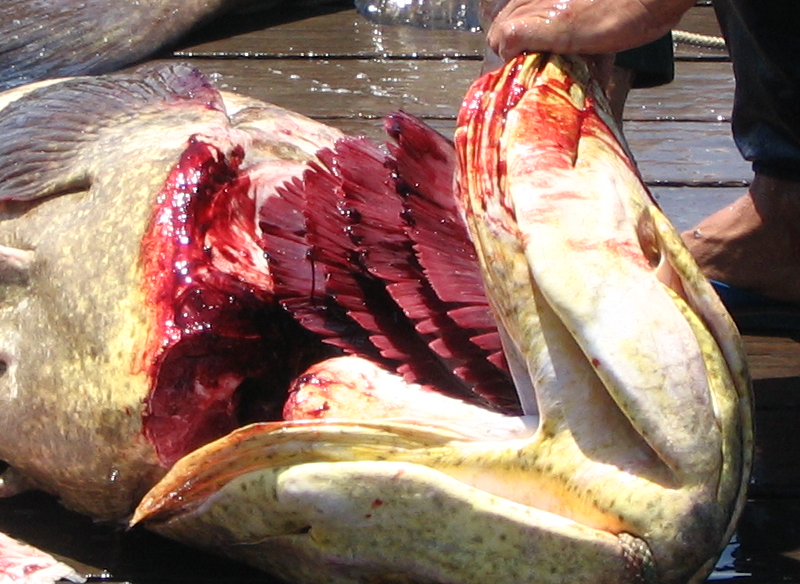
Branchies de mérou.

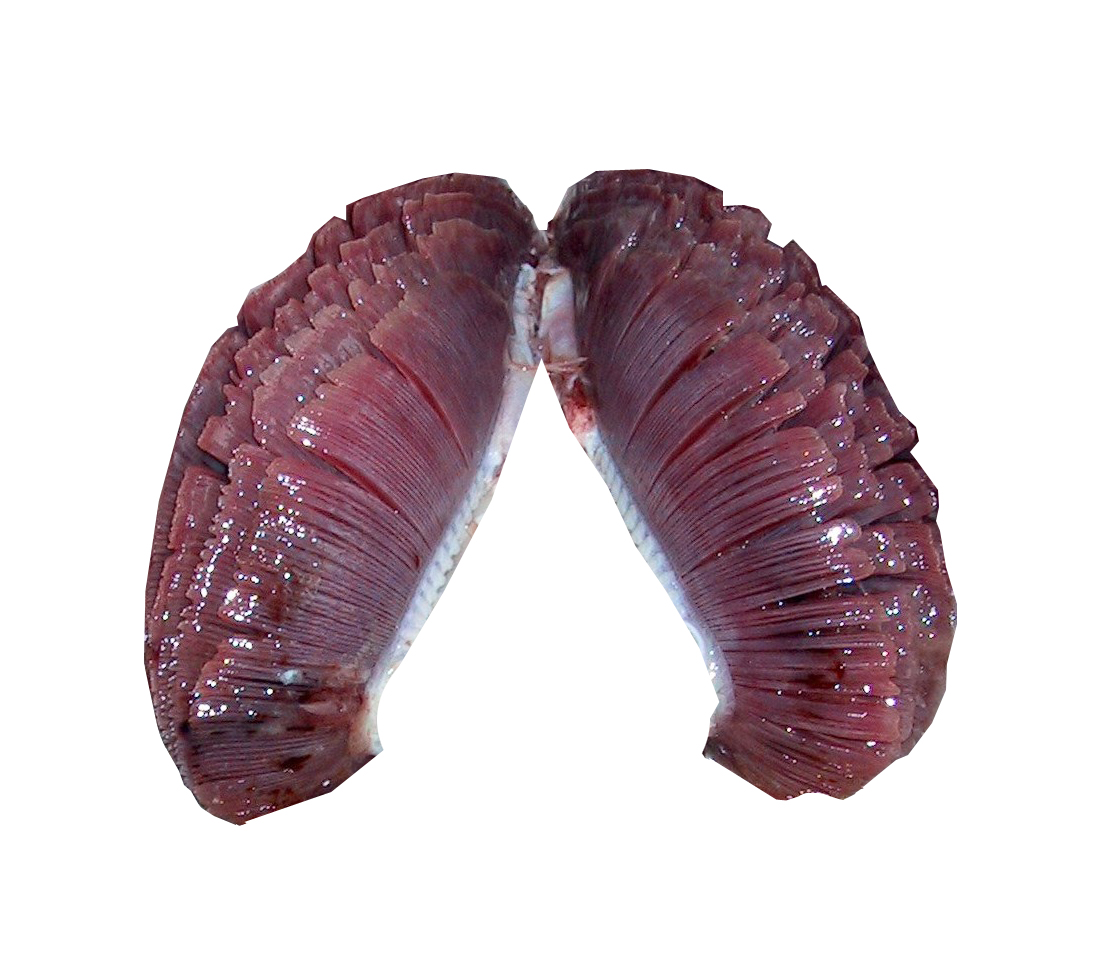
Branchies de thon (isolées de la carcasse).

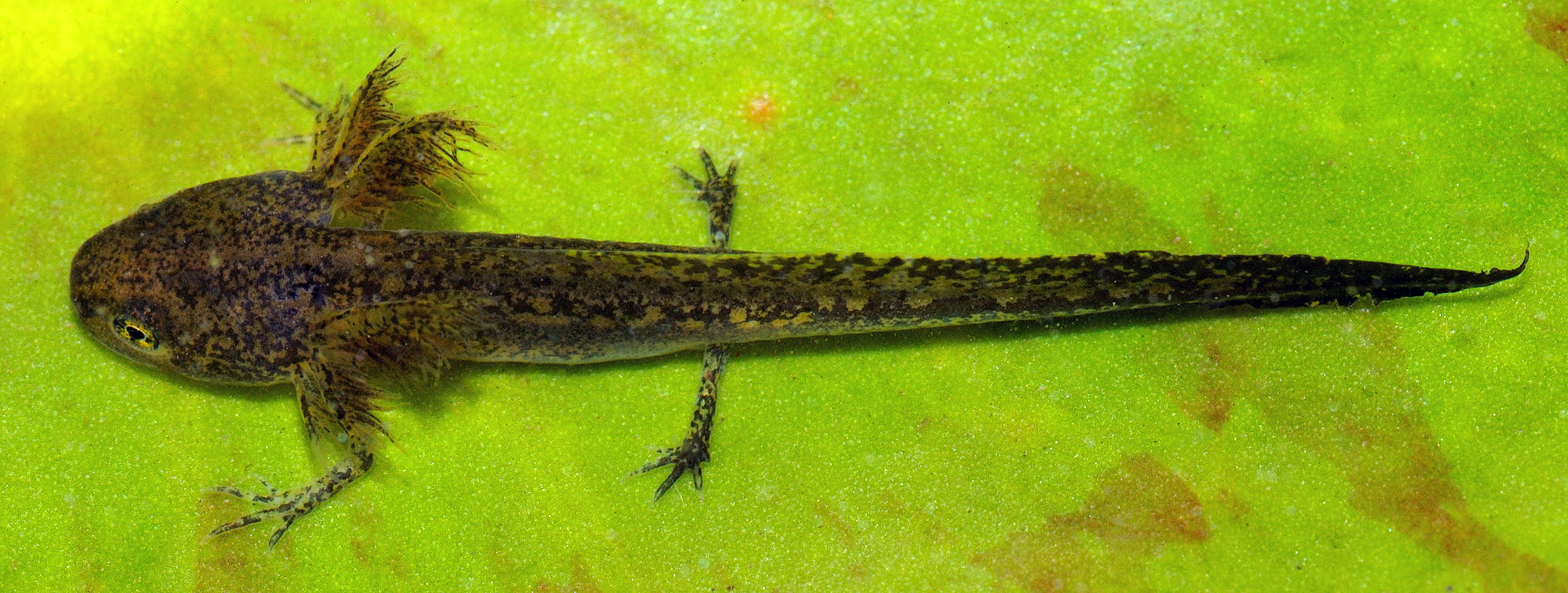
Branchies externes de la larve du triton alpestre.

Les branchies sont des organes respiratoires internes ou externes permettant à de nombreux animaux aquatiques, notamment les poissons, de respirer en  extrayant l'oxygène de l'eau. Le mot « branchie », du genre féminin, est dérivé du grec ancien βράγχια / bránchia, par l'intermédiaire du latin branchie utilisé par Columelle.

## Description

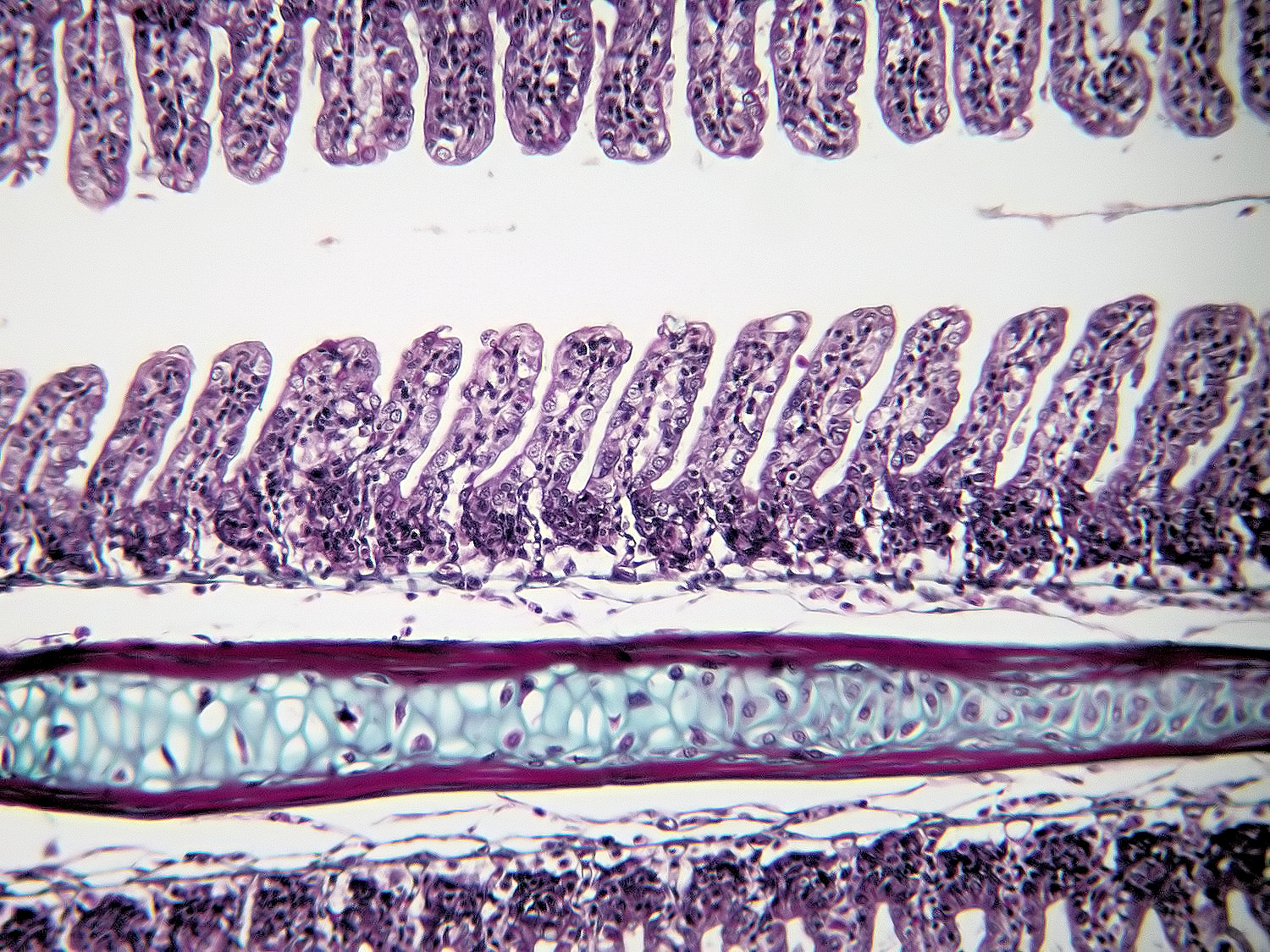
Détail au microscope de branchies.

Les branchies sont des évaginations tissulaires vascularisées qui forment une surface d'échange respiratoire. Elles constituent la principale surface d'échanges gazeux spécialisée chez les animaux aquatiques.
Les branchies des invertébrés (mollusques, annélides, certaines larves d'insectes) sont issues de repliements de l'ectoderme tandis que les branchies des cordés (dont les Vertébrés) sont constituées principalement d'endoderme et ne sont donc pas des structures homologues. Certains vertébrés ont cependant des branchies externes issues exclusivement de l'ectoderme (c'est le cas de la première génération de branchies chez les têtards d'amphibiens) et chez certaines espèces de salamandres adultes, dont l'axolotl, la siren ou le necture. Les branchies sont formées par des arcs branchiaux (homologues des arcs pharyngés chez l'homme) sur lesquels s'insèrent des lames branchiales (rangées de filaments).

## Rôle
Outre leur rôle essentiel dans la respiration, les branchies servent à piéger de la nourriture notamment chez les animaux microphages filtreurs (moule, ascidie...) et à réguler la concentration ionique du milieu intérieur (chez les poissons).
On trouve quatre branchies sous chaque opercule chez un poisson. Une branchie se compose d'un os (arc branchial) sur lequel s'insèrent deux lames branchiales constituées de fins filaments (environ 200 par lame, soit 400 par branchie). Chaque filament est très richement irrigué et le  sang n'est séparé de l'eau que par quelques micromètres, voire moins d'un micromètre.

## Fonctionnement

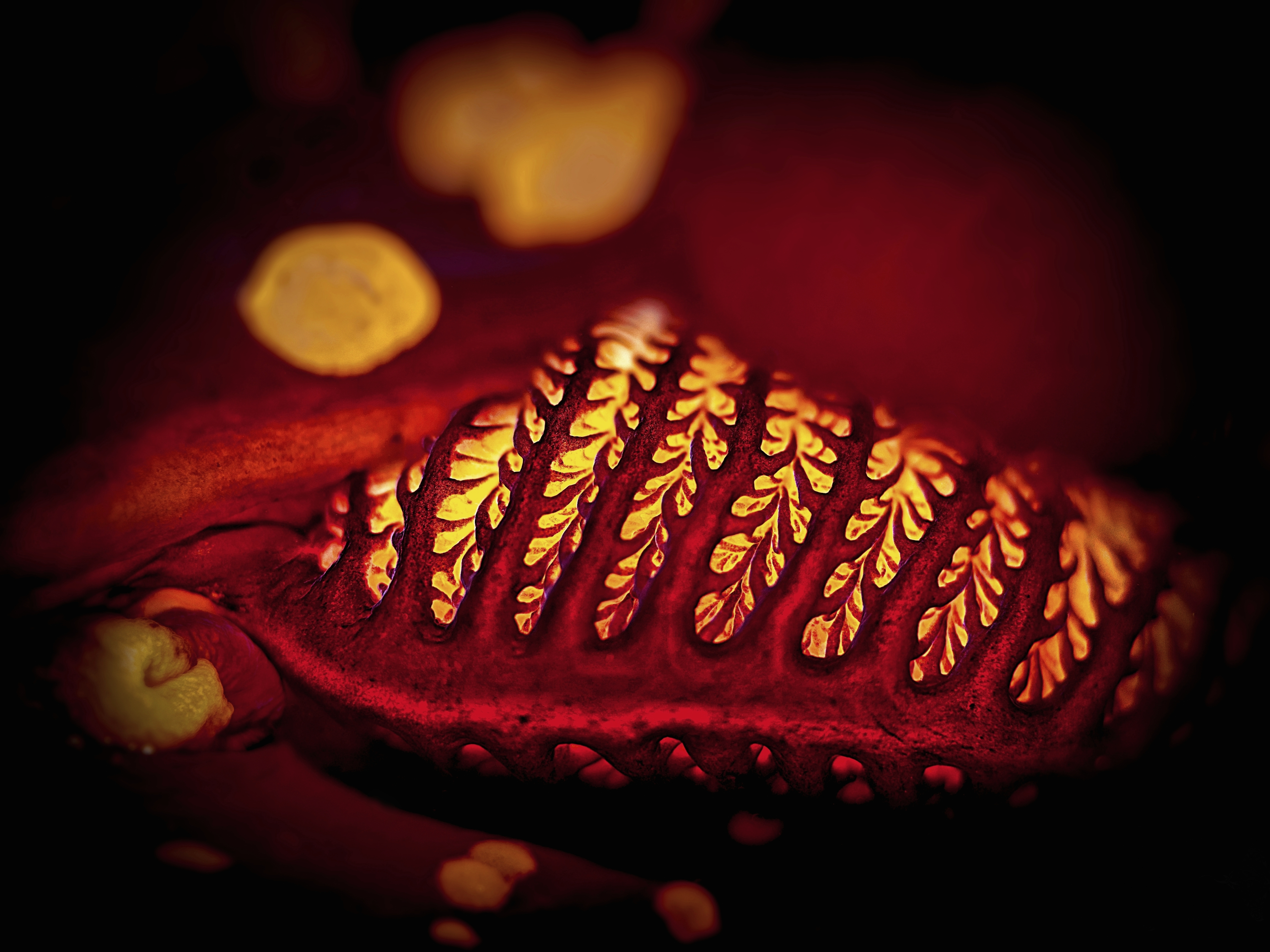
Branchie externe d'un mollusque pleurobranche (Berthella martensi).

Les branchies ont un fonctionnement pour partie comparable aux poumons, dans la mesure où elles constituent une surface d'échange, très étendue dans un volume restreint grâce à leur forme ; la membrane sert de filtre laissant passer l'oxygène (vers l'intérieur de l'organisme) et le dioxyde de carbone (vers l'extérieur). 
Chez les poissons, l'eau entre par la bouche et sort par les ouïes, un courant d'eau suffisant étant créé par le déplacement de l'animal, et par des mouvements de pompage de la bouche ou des muscles operculaires (bien que chez les espèces à branchies externes, seul le mouvement du corps permet la création du mouvement d'eau). Au passage, le sang a capté (une partie) du dioxygène dissous dans l'eau et a rejeté du dioxyde de carbone préalablement dissous dans le sang, par diffusion osmotique.
Cette analogie entre poumons et branchies peut être illustrée par le cas d'une noyade : les poumons humains peuvent filtrer l'oxygène de l'eau, mais le système respiratoire n'est pas capable de pomper de l'eau assez vite pour renouveler efficacement l'approvisionnement en oxygène. À l'inverse, les animaux pourvus de branchies ont des organes qui fonctionnent, non comme un cul-de-sac, mais comme un tunnel, voire comme un arbre dans le vent (branchies externes), ce qui permet de faire circuler l'eau assez vite. 
Pour réaliser leur fonction de surface d'échange les branchies sont abondamment irriguées par du sang. Chez les Poissons, ce sang provient du cœur en passant par les arcs aortiques (au nombre de 4 chez les Téléostéens et les têtards d'Amphibiens).

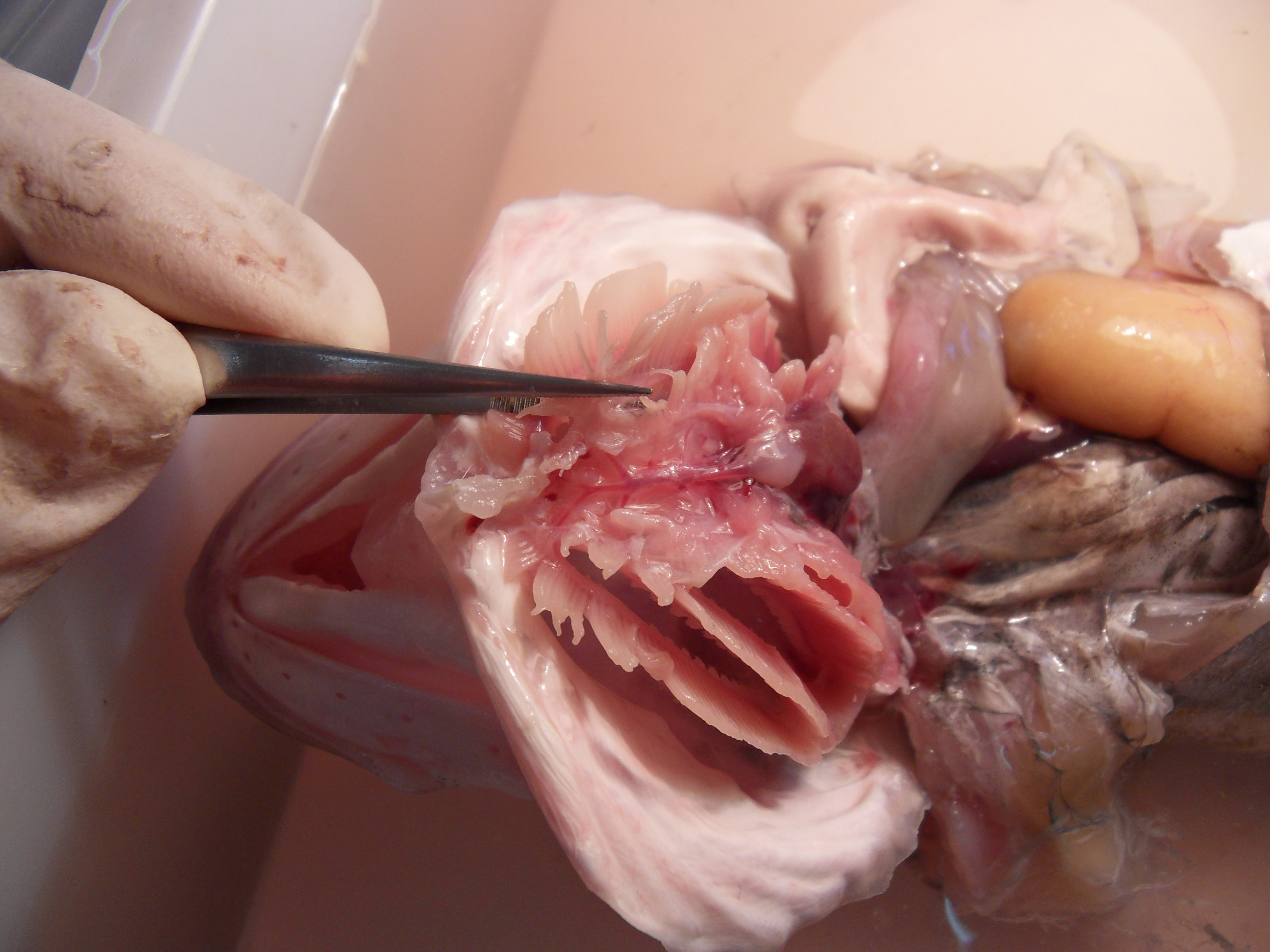
Branchies et arcs aortiques de la truite.

Du point de vue de l'évolution de la vie, les poumons ne sont pas considérés  comme une évolution des branchies (une des hypothèses avait été que les branchies étaient devenues internes et invaginées, c'est-à-dire une seule ouverture). L'orifice branchial est, quant à lui, devenu un des organes de l'ouïe.
L'eau, comme l'air, est un fluide où se trouve de l'oxygène, mais en quantité moindre : une membrane pulmonaire doit filtrer environ 25 litres d'air pour extraire un litre d'oxygène (le rendement est modeste, l'air comprenant 21 % d'oxygène), mais des branchies doivent voir passer de 300 à 500 litres d'eau pour en obtenir la même quantité. L'eau est d'autre part 800 fois plus dense que l'air, et 60 fois plus visqueuse. Le système des branchies permet donc de faire passer en sens unique un maximum de liquide avec un minimum d'effort musculaire (nécessitant de l'oxygène).

## Maladies
Chez les poissons comme chez les invertébrés bivalves (ex. : huîtres du genre Crassostrea), les branchies sont protégées par le système immunitaire mais sont aussi un lieu de parasitose par divers microbes, champignons aquatiques (ex. : microsporidies) ou invertébrés qui profitent de la proximité du sang et de la difficulté pour le poisson de les nettoyer mécaniquement. Certains poissons nettoyeurs nettoient les branchies d'autres poissons.

## Effets des  pollutions
La pollution thermique tend à faire chuter le taux d'oxygène de l'eau, et plusieurs types de pollutions chimiques peuvent affecter les branchies et leurs fonctions. À titre d'exemple les branchies de trois poissons d'eau douce (brochet, sandre et silure) exposés à l'eau polluée du Timiș, un affluent du Danube (situé en Serbie) ont présenté des modifications histopathologiques modérées à intenses. L'altération « progressive » la plus commune est une hyperplasie de l'épithélium branchial. Des troubles circulatoires se manifestent fréquemment, prenant généralement la forme d'une hyperémie. Les modifications étaient moindres pour le brochet et plus intenses chez le silure (P <0,05). L'altération régressive (érosion de l'épithélium) était la plus marquée chez le sandre (p <0,001). Cette expérience a montré que les branchies de trois espèces de prédateurs vivant dans les mêmes eaux réagissent très différemment au même cocktail de polluants, ce qui laisse envisager des mécanismes écotoxiques légèrement différents selon les espèces ; ce dont il faudrait tenir compte pour limiter les biais dans les études écotoxicologiques.

## Cas particulier
Certains poissons (Poissons-coffres) sont capables de gonfler d'eau leur chambre brachiale et de retenir leur respiration durant plusieurs minutes. Quand ils vident cette eau ils se dégonflent en perdant 20 à 30 % de leur volume apparent.

## Modélisation, imitation
Le domaine de la biomimétique s'intéresse aux branchies qui présentent des qualités ou potentialités exceptionnelles en termes de filtration, autonettoyage, échanges chimiques, gazeux, thermiques et de filtration. Des chercheurs essayent notamment de produire des branchies artificielles qui permettraient à des plongeurs sous-marins de directement profiter de l'oxygène dissous de l'eau, sans bouteilles.